# 키바나
키바나(Kibana)는 오픈서치의 자유-오픈 소스 후계자가 오픈서치 대시보드인 일래스틱서치용의 소스 이용이 가능한 데이터 시각화 대시보드 소프트웨어이다.
일래스틱서치 클러스터에 색인된 내용 기반의 시각화 기능을 제공한다. 사용자는 막대, 선, 산점도 플롯, 원 그래프, 지도를 다량의 데이터에 맞추어 만들 수 있다.